# Keratometer

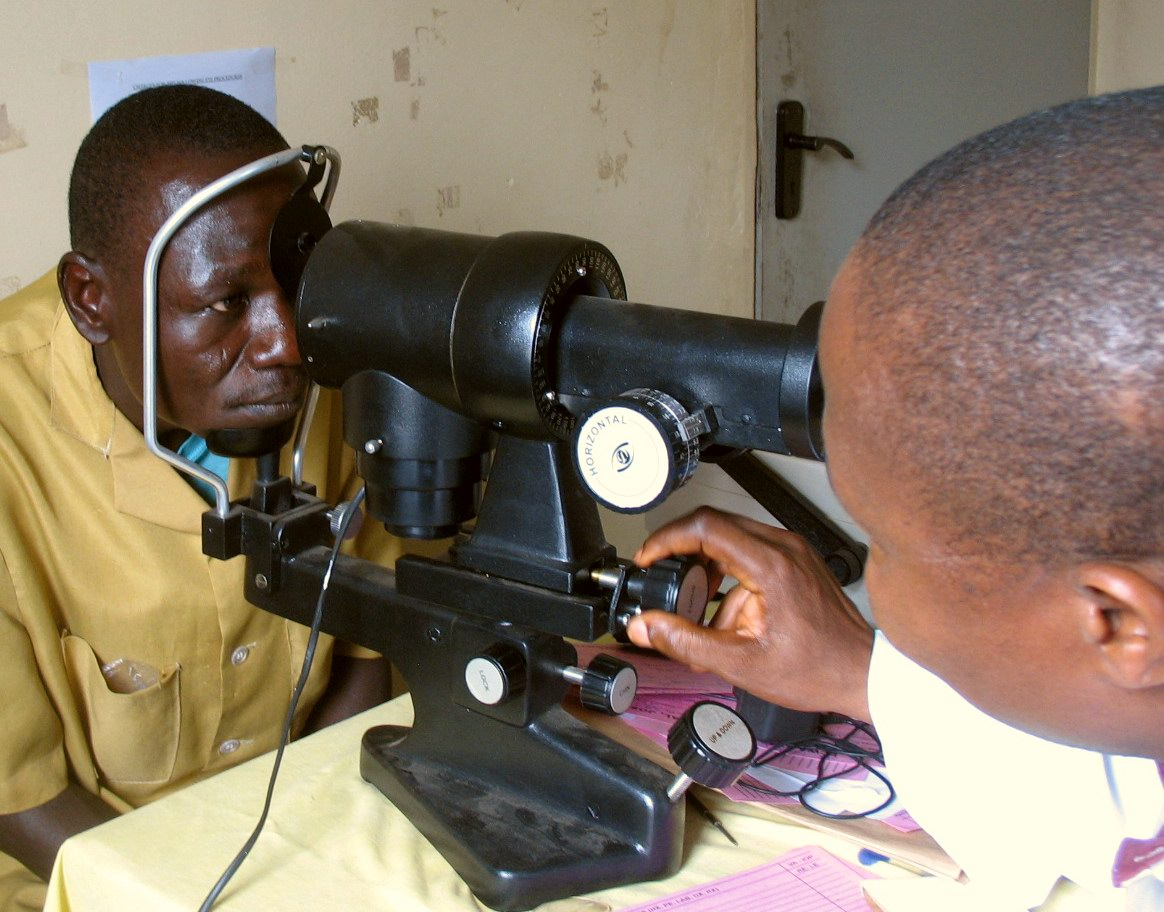
En ögonläkare som undersöker en patient med hjälp av en keratometer.

Keratometer eller Oftalmometer är ett instrument för att mäta hornhinnans brytningsförmåga.
Keratometern uppfanns av Hermann von Helmholtz, förbättrade varianter konstruerades av Hjalmar Schiøtz och Louis Émile Javal och J. H. Sutcliffe.